# Lonquimay (Chile)
Lonquimay ist eine Kommune in Chile. Sie befindet sich in der Región de la Araucanía. Sie ist die östlichste Gemeinde der Region und grenzt an Argentinien.

## Geografie
In der Gebirgsgemeinde befindet sich das Quellgebiet des Río Bío Bío, der in den Galletúe und Icalmaseen entspringt. Das Siedlungszentrum befindet sich in einem intra-andinen Höhental. Westlich wird die Gemeinde von der Sierra Nevada und dem Vulkan Lonquimay vom chilenischen Haupttal getrennt. Die Grenze zu Argentinien wird durch die Andenhauptkordillere und die atlantisch-pazifische Wasserscheide gebildet. Es gibt zwei fahrbare Pässe, die nach Argentinien führen (Paso Pino Hachado 1824 Meter über Meer und Paso Icalma 1300 Meter über Meer). Die wichtigste Straßenverbindung nach Temuco führt durch den ehemaligen Eisenbahntunnel Túnel Las Raíces (4528 m). Bis 2006 war er der längste Tunnel Lateinamerikas.

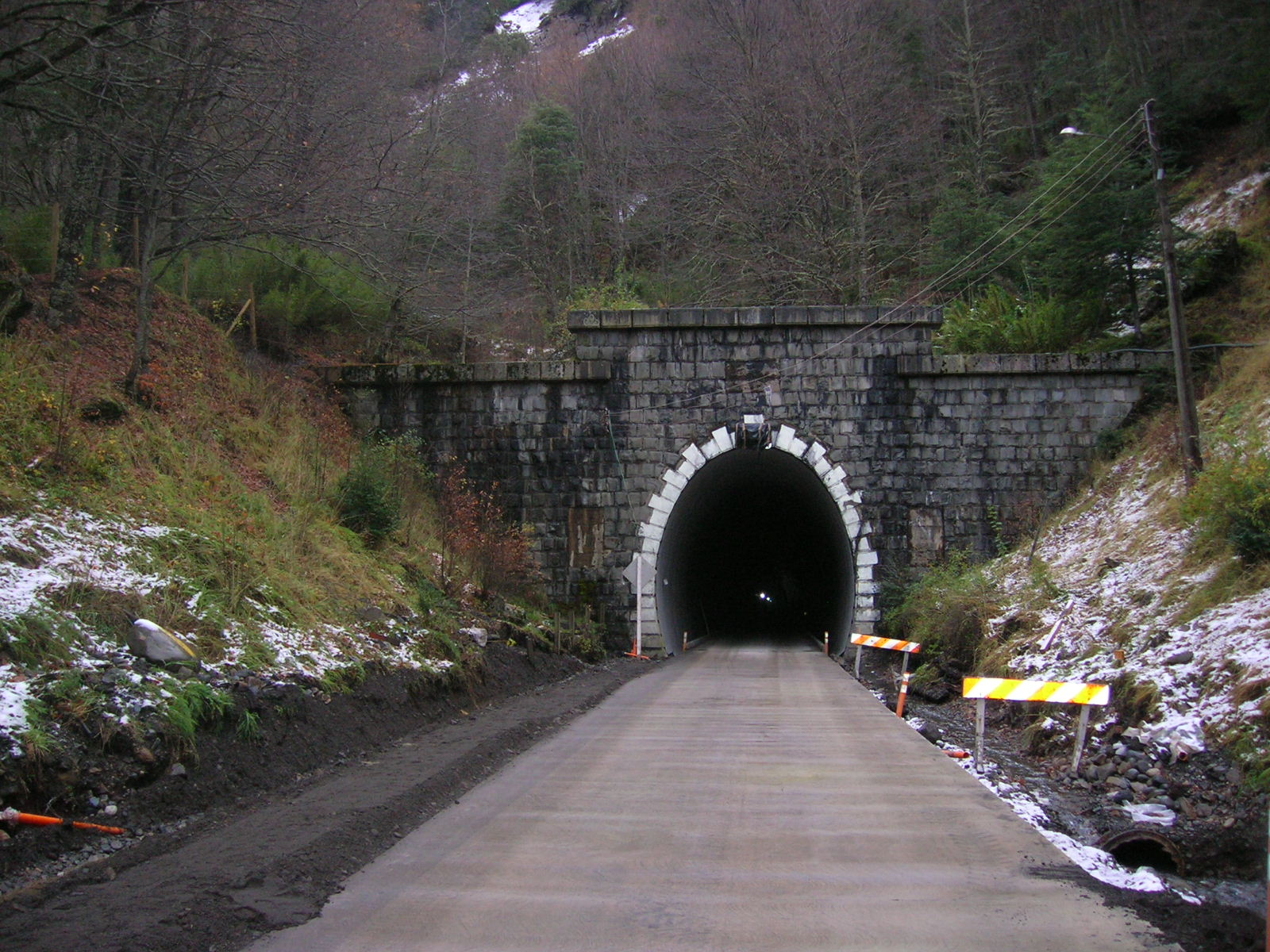
Tunnel Las Raices

## Wirtschaft
Die Gemeinde ist dünn besiedelt. Das Pflanzenkleid ist hauptsächliche durch subtropische Grassteppen und in bestimmten Gunstlagen durch Südbuchen- und Araukarienwälder geprägt. Die Forst- und Viehwirtschaft ist bedeutend. Tourismus im Sommer und auch im Winter (Centro de Montaña Arenales; Corralco) ist ein wichtiger Bestandteil der Wirtschaft geworden. Der Grenzübergang Paso Pino Hachado ist eine der wichtigsten Passstraßen im Süden Chiles.

## Politik
Derzeitiger Bürgermeister ist Nibaldo Alegría Alegría (Partido Demócrata Cristiano de Chile).